# مهاة شرق إفريقيا

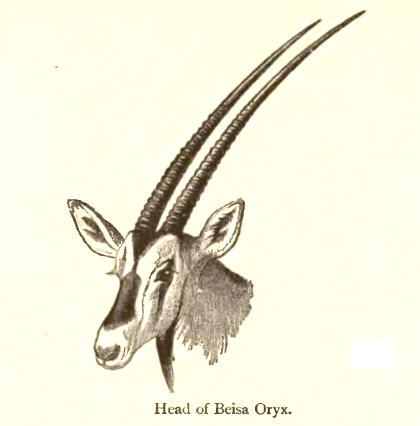
مهاة شرق إفريقيا الشائعة (Oryx beisa beisa)

مهاة شرق إفريقيا أو الأرْخ الإفريقي أو المَارِيَّة الإفريقية أو البَيْسَة أو المَتْهَة هو نوع من المهاة يعيش في شرق إفريقيا، يتواجد في السهوب الصحراوية ومنطقة القرن الإفريقي وشمال نهر تانا.
يزيد طول جسدها عن المتر عند الكتف، ويزن نحو 175 كجم، لونه أرمدٌ وأبيض من الأسفل ويفصل بين اللونين خط أسود، وذو خطوط سوداء على الرأس. قرونها نحيفة ومستقيمة، وطولها في كلا الجنسين 75-80 سم وبذلك تعد قرونًا كبيرةً. تعيش في السهوب والأراضي شبه الصحراوية، حيث تتغذى على العشب وأوراق النباتات والبراعم والفواكه، وهي قادرة على تخزين المياه وذلك عن طريق رفع درجة حرارة الجسم (وذلك لتجنب العرق) أيضًا. يُراوح عدد أفراد قطيعها بين 5 و 40 فردًا ويغلب أن تمشي الإناث في الأمام وتحرس الذكور الكبيرة القطيع.

## معرض صور

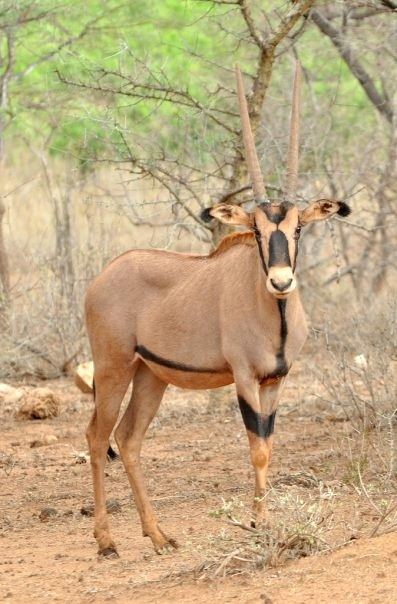
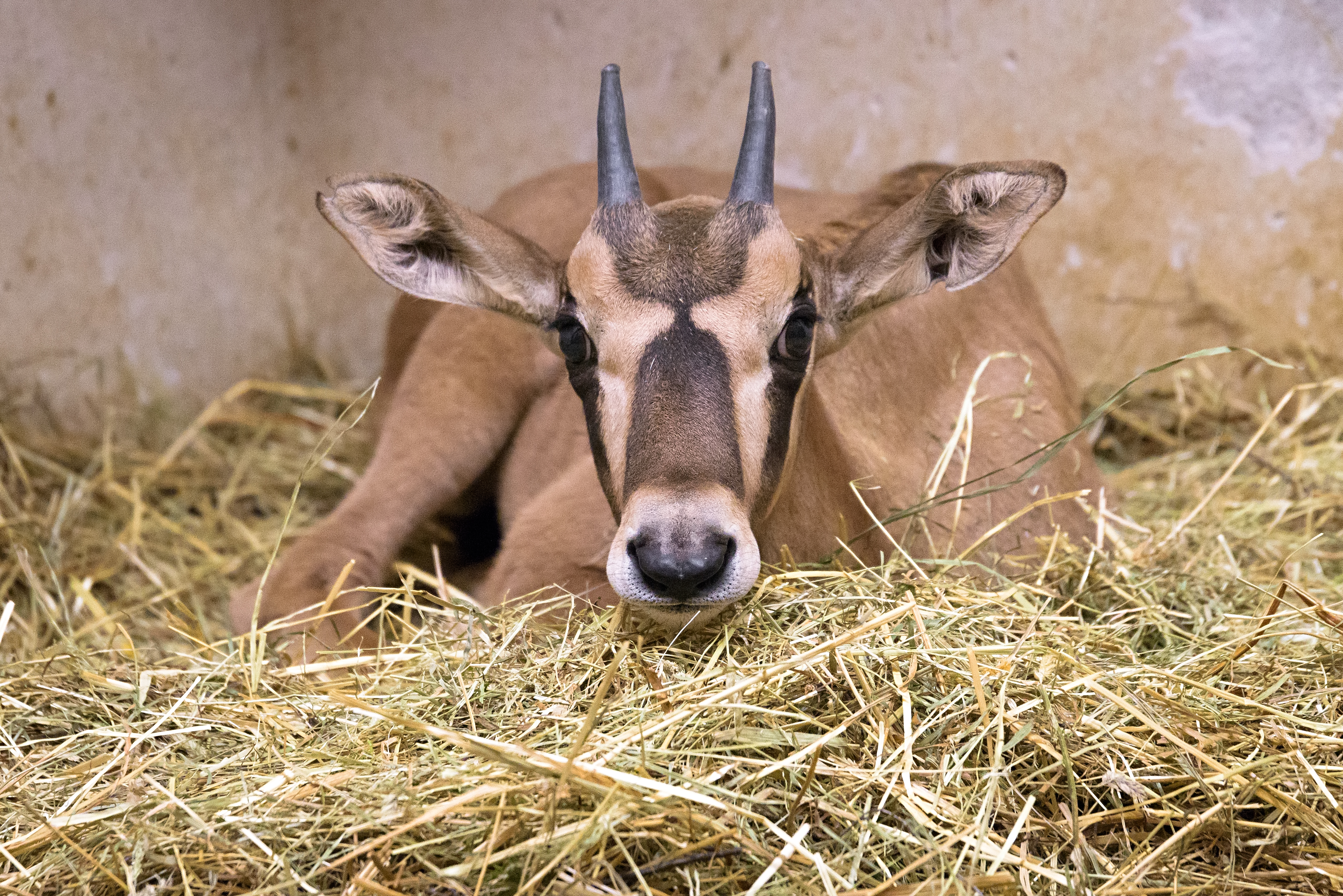
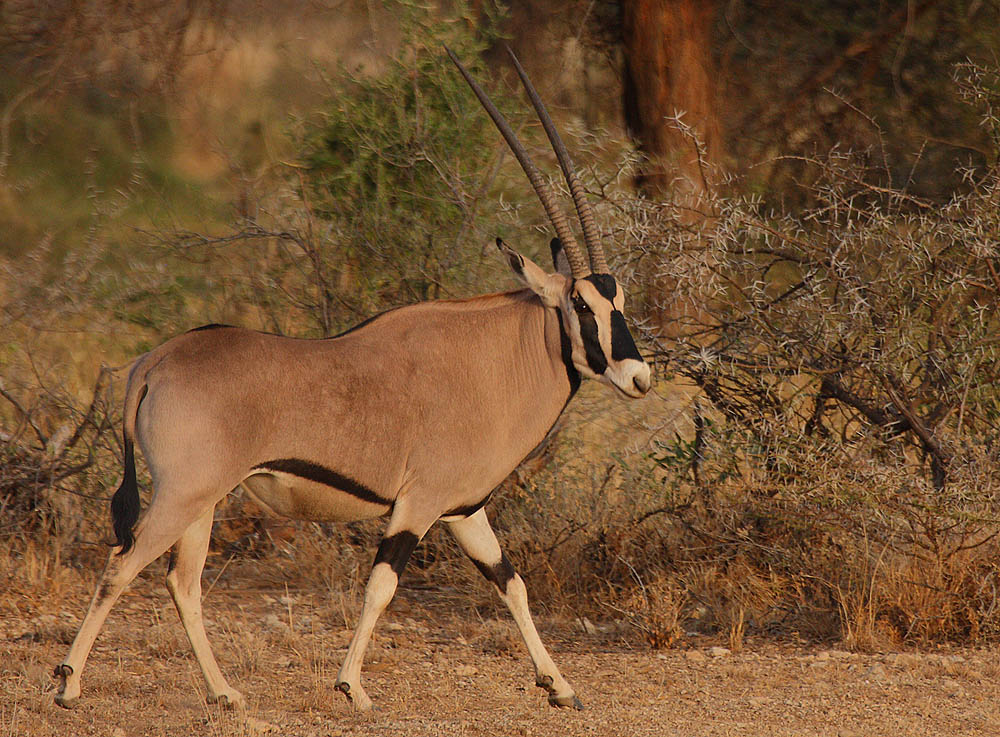
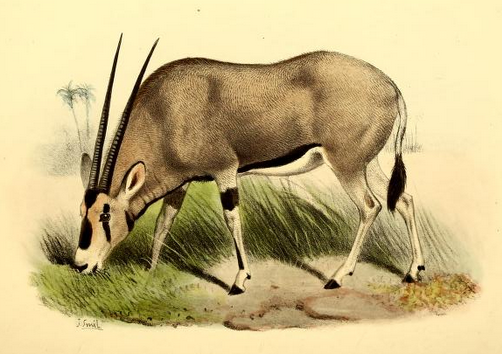

## اُنظر أيضا
- مهاة جنوب إفريقيا.